# Goodenia incana
Goodenia incana är en tvåhjärtbladig växtart som beskrevs av Robert Brown. Goodenia incana ingår i släktet Goodenia och familjen Goodeniaceae. Inga underarter finns listade i Catalogue of Life.